# Международная руководящая группа по Косово
Международная руководящая группа по Косово (МРГ) — организация, созданная в марте 2008 года в соответствии с Планом Ахтисаари по определению будущего политического статуса Косово. В неё вошли страны, признавшие независимость Республики Косово и стремившиеся к содействию её демократического развития, продвижению эффективного государственного управления и верховенства закона.

## Члены
Изначально по Плану Ахтисаари в состав МРГ должны были войти следующие государства и государственные объединения:
- Великобритания
- Германия
- Италия
- Россия
- США
- Франция
- Европейский союз
- Европейская комиссия
- НАТО

Позднее было принято решение, в соответствии с которым в МРГ могли войти лишь государства, признавшие независимость Косова. Таковыми стали 20 стран Европейского союза, а также 5 стран, не являвшихся членами ЕС:
- Австрия
- Бельгия
- Болгария
- Великобритания
- Венгрия
- Германия
- Дания
- Ирландия
- Италия
- Латвия
- Литва[a]
- Люксембург
- Нидерланды
- Норвегия[a]
- Польша
- Словения
- США
- Турция
- Финляндия
- Франция
- Хорватия[a]
- Чехия
- Швейцария
- Швеция
- Эстония

1. 1 2 3  Литва, Норвегия и Хорватия присоединились к МРГ 30 июня 2008 года[1].